# Batzarre
Batzarre (« Réunion » ou « Assemblée » en euskara) est un parti politique basque de Navarre (Espagne), dont l'origine est attachée à celui de Zutik dans la communauté autonome du Pays basque. L'ensemble Zutik-Batzarre a été créé comme candidature électorale en 1987 en groupant les deux formations qui avaient établi des liens conjoints d'action politique : Euskadiko Mugimendu Komunista (EMK), fédéré au Mouvement communiste et la Liga Komunista Iraultzailea (LKI), fédéré à la Ligue communiste révolutionnaire.
À noter que le mot « bagarre » (français) viendrait du mot « batzarre » (basque).